# Plane
Pour les articles homonymes, voir Plane (homonymie).
La plane, dénommée parfois couteau à deux manches, est un outil employé pour le travail du bois, originellement pour aplanir ou égaliser efficacement une surface ligneuse, et parfois pour le débiter par la suite. Il s'agit, sous des formes variées de taillant et de prise en main, d'un outil commun chez les anciens artisans du bois : charpentier, constructeur de maison, menuisier, charron, tonnelier, sabotier, boisselier etc. L'outil de fer pourrait remonter à l'époque de la Tène.

## Description, fonctions

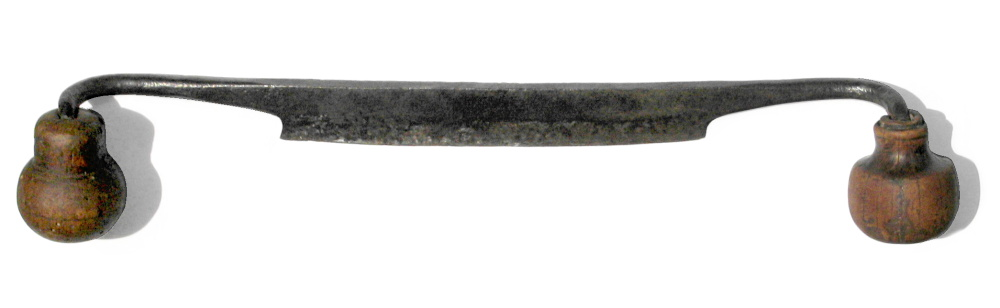
Plane droite à embouts arqués de menuisier.

Utilisée depuis l'époque gauloise, elle est constituée d'une lame semblable à celle d'un couteau, munie de deux poignées, à chaque extrémité de la lame. Elle permet le dégrossissage et le creusage de formes courbes, galbées et même droites. On pouvait s'en servir pour enlever l'écorce d'un morceau de bois que l'on veut travailler. On manie la plane en la tirant vers soi. Avec une plane, il faut travailler dans le sens du bois.
Le verbe planer signifie "débiter et égaliser du bois avec la plane".
E. Maglin, répétiteur à l'école centrale, ingénieur des arts et manufactures, définit avec une prudence respectueuse du sens collectif ou générique la plane dans le champ des arts par un court article rédigé pour La Grande Encyclopédie. La plane correspond à des outils variés, notamment employés pour rendre unies les surfaces qui ne le sont pas à l'origine, de façon à les aplanir. Et l'ingénieur d'enchainer sur cinq métiers en particulier : 
- i) la plane est un couteau de bois employé par les briquetiers pour unir les surfaces des briques encore molle, mise en forme avant cuisson.
- ii) elle désigne pour les ouvriers en poterie d'étain une lame tranchante pour tourner et polir les pièces fabriquées.
- iii) elle correspond à un couteau tenu par les ouvriers tourneurs en bois, pour aplanir et rendre lisses les pièces en bois, pour rogner les bavures etc.
- iv) le charron utilise un outil tranchant à deux poignées pour le même usage. Notons que cette plane correspond bien à l'outil des charpentiers, charrons et autres travailleurs du bois depuis l'antiquité.
- v) Dans le cas du mouleur de sable, l'outil est formé d'une plaque de cuivre lisse, présentant une poignée, qui en permet la manœuvre après le chauffage et lui sert à unir le sable des moules avant la coulée. Il s'agit ici d'une truelle de forme spécifique.

Les tonneliers peuvent utiliser jusqu'à sept types de planes : droite, arquée, creuse, à parer, à genoux, à queue etc.. Le tonnelier emploie une plane tenue à deux mains, de forme concave, une sorte de couteau tordu pour façonner l'intérieur des douelles. Le biseau est large, et les poignées droites, l'ensemble avoisinant 47 cm de longueur. La plane à parer, toute droite par son taillant et ses deux poignées perpendiculaire, d'une longueur avoisinant 54 cm, sert à parfaire l'aspect du bois du tonneau terminé, ou à reprendre la finition d'un vieux tonneau après l'avoir réparé. Pour le tonnelier, il existe des planes plus petites : par exemple à poignées rondes et biseau étroit de 25 cm de longueur, les planes à chanfreiner à une seule poignée de bois, couteaux à bois en fer de formes variables (à deux yeux etc.) large de 27 cm, qui permettent d'aplanir ou d'amincir les douelles après usage du coutre, et enfin la plane à genoux avec un fer à courbure accentuée et sans creux, de 20 cm, tenue par deux poignées latérales de 10 cm qui sert à terminer le fond du tonneau.
Les boisseliers préfèrent employer une plane droite et large. Le chaisier-pailleur se sert d'une plane à barreaux et à pieds, d'une longueur avoisinant 31 cm, pour réaliser ces éléments de sa chaise. Choisissant parmi différents profils des lames longues et ondulés, cet artisan pouvait tailler plusieurs sortes de barreaux ou de pieds avec une même plane.
En treillage, la plane sert à planer les branches et à les couper ; Planer : Dresser avec la plane chaque face des tringles pour faire du treillage.

## Réalisation de surfaces résistantes, lisses et glissantes

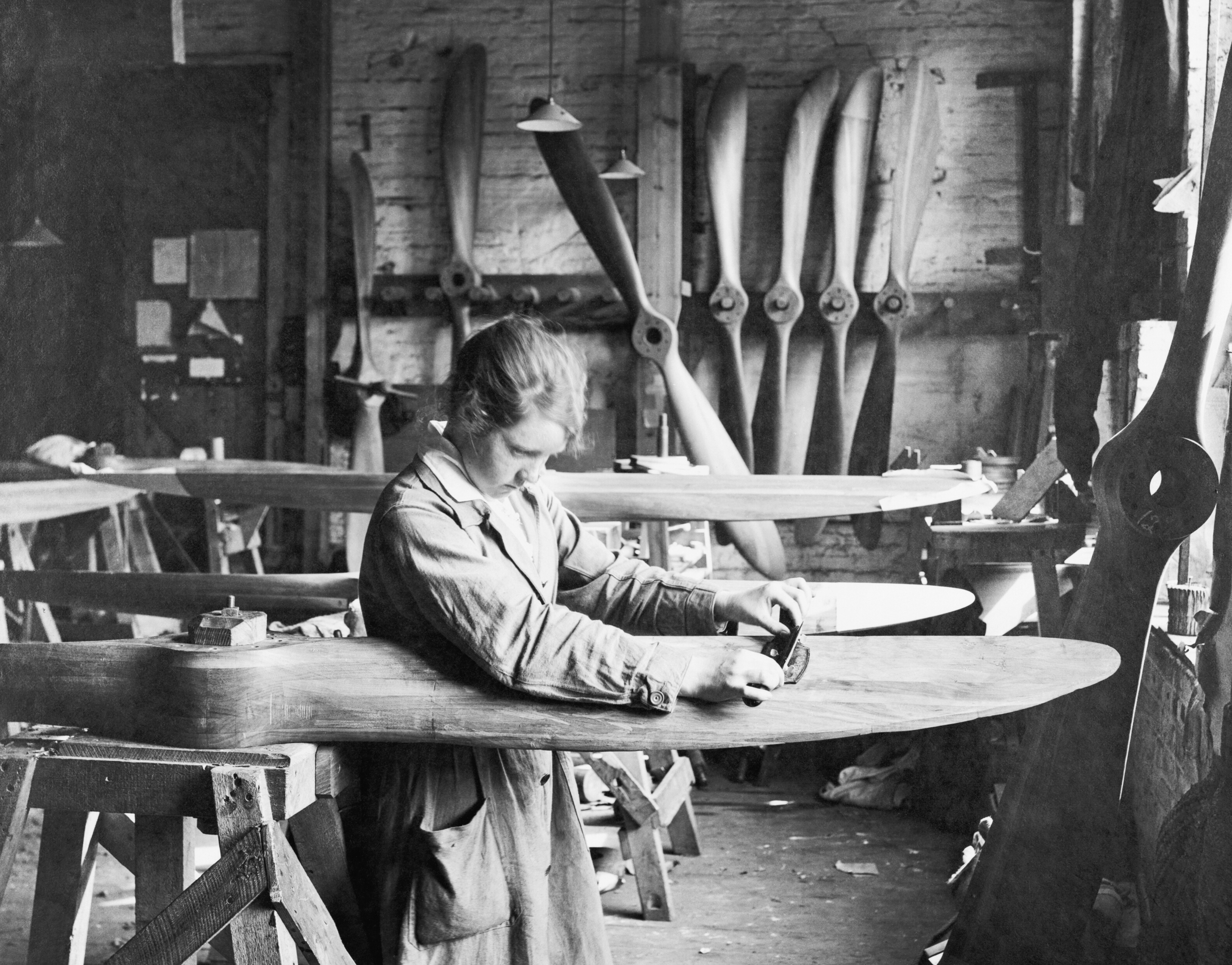
Travailleuse planant une hélice. Angleterre. Première Guerre mondiale.

La conception de l'armature des avions en bois léger, juste avant la Grande Guerre, doit beaucoup à la dextérité des ouvriers planeurs, c'est-à-dire des anciens artisans maniant la plane en atelier. De même la réalisation de petit planeur à structure bois dans les clubs aéronautiques sans grand moyen de l'entre-deux-guerres. La remarque peut être étendue à la glisse sur un fluide tout aussi commun, mais bien plus dense, l'eau, avec certains petits dériveurs nautiques et les premières planches de surf ou les planches à voile.